# Durham (Ontario)
Durham – miasto w Kanadzie, w prowincji Ontario, w hrabstwie Grey. W 2001 r. miasto to zamieszkiwało 2 647 osób.